# Велика Кошелівка
Вели́ка Кошелі́вка — село в Україні, у Вертіївській сільській громаді Ніжинського району Чернігівської області. Розташоване за 28 кілометрів від районного центру — Ніжина, за 10 кілометрів від залізничної станції села Вертіївка.
Населення — 785 осіб. До 2020 орган місцевого самоврядування — Великокошелівська сільська рада.

## Історія та сучасність

### Історія
Поселення часів Київської Русі.
Вперше згадується в 1649 році.
Під час Голодомору 1932—1933 років померло щонайменше 93 жителі села.
Надгробки (1957) на братських могилах червоноармійців-окупантів, які загинули під час Української революції, і радянських воїнів, полеглих в 1943 при відновленні російської окупації села. Пам'ятник (1972) на честь воїнів-односельців, загиблих (343 чол.) під час Німецько-радянської війни.
12 червня 2020 року, відповідно до розпорядження Кабінету Міністрів України № 730-р «Про визначення адміністративних центрів та затвердження територій територіальних громад Чернігівської області», увійшло до складу Вертіївської сільської громади.
19 липня 2020 року, в результаті адміністративно-територіальної реформи, увійшло до складу новоутвореного Ніжинського району.

### Сьогодення
У селі є середня загальноосвітня школа І-ІІІ ст., будинок культури на 420 місць, дві бібліотеки, фельдшерсько-акушерський пункт.

## Особистості
- Кошелівець Іван (справжнє прізвище Ярешко Іван Максимович) (1907—1999) — український літературознавець, літературний критик, публіцист, редактор, перекладач, мемуарист, громадський діяч. Почесний доктор філософії Українського вільного університету в Мюнхені (ФРН), дійсний член Наукового товариства імені Шевченка та Української вільної академії наук.
- Хвіст (Хвост) Василь (1879—1912), уродженець села, депутат ІІ Державної Думи Російської імперії, засновник фракції «Українська трудова громада» .
- Мазний Юрій Макарович (1907—1982) — Герой Радянського Союзу, командир 120-го гвардійського стрілецького полку 39-ї гвардійської стрілецької дивізії 8-ї гвардійської армії 3-го Українського фронту, гвардії підполковник.
- Ярешко Віталій Іванович (1973 —2024) —український військовий, учасник російсько-української війни.[5]
- Ярешко Іван Якович — художник-аматор (1929.02.13.)[6] .